# خديجة سليمان
خديجة سليمان إعلامية وممثلة جزائرية مُقيمة في دبي، ولدت لأب سوري وأم جزائرية. شاركت في عدد من الأدوار المتنوعة في الدراما الخليجية.

## أعمالها
- همي همك
- وآي فاي
- بنات الديرة
- سراي البيت
- هواجس
- عود أخضر
- عوار القلب
- ممنوع الوقوف
- حب في أربعين
- حدك مدك
- استيديو 21 ( مسلسل )